# Verel-de-Montbel
Verel-de-Montbel is een gemeente in het Franse departement Savoie (regio Auvergne-Rhône-Alpes) en telt 228 inwoners (1999). De plaats maakt deel uit van het arrondissement Chambéry.

## Geografie
De oppervlakte van Verel-de-Montbel bedraagt 3,8 km², de bevolkingsdichtheid is 60,0 inwoners per km².
De onderstaande kaart toont de ligging van Verel-de-Montbel met de belangrijkste infrastructuur en aangrenzende gemeenten.

## Demografie
Onderstaande figuur toont het verloop van het inwonertal (bron: INSEE-tellingen).